# 関山美穂
関山 美穂（せきやま みほ）は、日本のイラストレーター、グラフィックデザイナー。
名前の表記には「関山美穂」と「せきやまみほ」の2種類が存在する。
二科会デザイン部-会員 / 栃木県デザイン協会-会員 / 千葉デザイン協会-会員

## 略歴
18歳からアニメ制作会社のProduction I.Gにて、劇場用アニメ 『機動警察パトレイバー 2 the Movie』やOVA 『ぼくの地球を守って』、OVA 『B.B.フィッシュ』をはじめ、数々のアニメーション制作に携わる。その後、専門学校へ進学し、卒業後は玩具メーカーのメガハウスとバンダイで女児玩具（主にキャラクター商品）の企画開発業務に携わる。その後、フリーランスに転身。現在はデザイン関係の講師等も行っている。

## CGと手描き
CGを作成する場合は、Photoshopとillustratorを主に使用し、手描きの場合はミリペンとリキテックスを使用。

## 受賞歴
- 千葉デザイン展2006 千葉テレビ放送社賞（2006年）（千葉県立美術館）[1]
- 二科展ポストカードデザイン大賞 奨励賞（2007年）（大阪市立美術館）
- 千葉市展 千葉市議会議長賞（2008年）（千葉市美術館）
- 二科会デザイン部マルチグラフィック部門 奨励賞（2008年）（国立新美術館）
- 千葉市展 千葉市長賞（2009年）（千葉市美術館）
- 千葉デザイン展2009 会友賞（2009年）（千葉県立美術館）
- 岡崎美術展 岡崎市長賞（2009年）（岡崎市美術館）
- 千葉デザイン展2010 会友賞（2010年）（千葉県立美術館）
- 二科会デザイン部自由部門 二科デザイン・ポスター大賞（2011年）（国立新美術館）
- 栃木県イメージアップ 貢献賞（2012年）
- 千葉市展 依囑優秀賞（2012年）（千葉市美術館）
- 二科会デザイン部 会友賞（2016年）（国立新美術館）
- 千葉デザイン展2017 会員賞（2017年）（千葉県立美術館）
- 二科会デザイン部 会友賞（2018年）（国立新美術館）
- 二科会デザイン部 会友賞（2019年）（国立新美術館）
- 千葉デザイン展2019 会員賞（2019年）（千葉県立美術館）